# Guerra di sessi
Guerra di sessi (Borderline) è un film statunitense del 1950 diretto da William A. Seiter.

## Trama
Sapendo che il trafficante di droga Pete Ritchie - stanziato in Messico, e che rifornisce il mercato !statunitense - ha un debole per le donne, la polizia di Los Angeles decide di mandare nel paese latino, sotto mentite spoglie, la seducente agente Madeleine Haley ad indagare. Madeleine riesce ad effettuare un primo contatto con l'associazione criminosa, ma una banda rivale, capeggiata da Harvey Gumbin, irrompe nel loro covo, mette fuori gioco i componenti della gang di Ritchie e si impadronisce della loro partita di stupefacenti, intendendone trarre profitti doppiamente illeciti. Gumbin incarica il suo tirapiedi Johnny McEvoy di varcare il confine per spacciare la droga, ma ritiene che l'azione riesca meglio se Johnny fosse stato accompagnato proprio da Madeleine - che egli ritiene far parte del racket di Ritchie -: la cosa avrebbe destato meno sospetti, pensa, se i due si fossero fatti passare per una coppia in luna di miele.
Madeleine ritiene di poter conseguire un buon risultato se fosse riuscita, una volta arrivati negli Stati Uniti, a far arrestare Johnny McEvoy, ed il loro viaggio attraverso il paesaggio messicano ha inizio; viaggio tanto più avventuroso in quanto in primo luogo Ritchie e i suoi uomini sono alle loro calcagna, e – in secondo luogo, e non meno importante – fra Johnny McEvoy e Madeleine si instaura, con una certa stupefazione di entrambi, un rapporto amoroso. Nel corso degli avvenimenti anche Johnny appare essere un agente statunitense infiltrato – contribuisce infatti, con la collaborazione della polizia messicana, alla cattura di Ritchie -: ma Madeleine non lo sa, così come Johnny McEvoy rimane certo che la donna sia una componente della banda. Entrambi proseguono il loro viaggio, ciascuno convinto – sebbene magari controvoglia – di dover far arrestare l'altro, al termine della corsa.
È solo all'ufficio doganale dell'aeroporto di Los Angeles, che alla fine raggiungono – con la droga di Ritchie abilmente nascosta in insospettabili nascondigli, paradossalmente ad entrambi tuttavia noti -, che Johnny e Madeleine vengono a sapere dell'identità l'uno dell'altra (e viceversa). Nasce naturalmente in tutti e due l'amaro sospetto di aver finto l'amore solo per far arrestare la/il partner. Ad esserne più risentita inizialmente è Madeleine, che però si ravvede quando nello scontro a fuoco finale fra Gumbin – nel frattempo giunto in California – e la polizia, la donna accorre apprensiva fra le braccia dell'amato, mentre la cricca di Gumbin viene sgominata.